# Format SAM
El  Format SAM,Sequence Alignment/Mapping Format, és un format delimitat per tabuladors que conté una capçalera i una secció d'alineaments de Seqüències d'ADN curtes com a resultat de programes com a BWA, Bowtie, GenMapper.